# Championnat des îles Féroé de football 1951
 (mars 2022).
Si vous disposez d'ouvrages ou d'articles de référence ou si vous connaissez des sites web de qualité traitant du thème abordé ici, merci de compléter l'article en donnant les références utiles à sa vérifiabilité et en les liant à la section « Notes et références ».
Navigation
Meistaradeildin 1950 Meistaradeildin 1952
La saison 1951 du Championnat des îles Féroé de football était la 9e édition de la première division féroïenne à poule unique, la Meistaradeildin. Les quatre meilleurs clubs du pays jouent les uns contre les autres à deux reprises durant la saison, à domicile et à l'extérieur. Le TB Tvøroyri remporte le titre.

## Les clubs participants
| \| B36 HB KÍ TB \| Localisation des clubs engagés dans le championnat 1951. |
| B36 HB KÍ TB                                                                |

- B36 Tórshavn - Tenant du Titre
- HB Tórshavn
- KÍ Klaksvík
- TB Tvøroyri

## Compétition
Le classement est établi sur le barème de points suivant (victoire à 2 points, match nul à 1, défaite à 0).
Pour départager les égalités, on tient d'abord compte de la différence de buts générale, puis du nombre de buts marqués, puis des confrontations directes et enfin si le championnat est en jeu, les deux équipes jouent une rencontre d'appui sur terrain neutre.

### Classement[n 1]
| Rang | Équipe           | Pts | J | G | N | P | Bp | Bc | Diff |
| ---- | ---------------- | --- | - | - | - | - | -- | -- | ---- |
| 1    | TB Tvøroyri      | 10  | 6 | 5 | 0 | 1 | 13 | 6  | +7   |
| 2    | KÍ Klaksvík      | 5   | 6 | 2 | 1 | 3 | 7  | 5  | +2   |
| 3    | B36 Tórshavn (T) | 5   | 6 | 2 | 1 | 3 | 5  | 6  | -1   |
| 4    | HB Tórshavn      | 4   | 6 | 2 | 0 | 4 | 7  | 15 | -8   |

|  | Vainqueur du championnat 1951 |
|  | (T) Tenant du titre           |

### Résultats[n 1]
| Résultats (▼dom., ►ext.) | B36 | HB  | KÍ  | TBT |
| B36 Tórshavn             |     | 1-2 | 1-1 | 0-2 |
| HB Tórshavn              | 0-2 |     | 1-0 | 2-3 |
| KÍ Klaksvík              | 0-1 | 4-0 |     | 2-1 |
| TB Tvøroyri              | 1-0 | 5-2 | 1-0 |     |

## Bilan de la saison
| Championnat des îles Féroé de football 1951 |                        |
| Champion                                    | TB Tvøroyri (3e titre) |
| Qualifications continentales                |                        |
| Promotions et relégations                   |                        |
| Promus en Meistaradeildin                   | non                    |
| Relégués en Meðaldeildin                    | non                    |